# 艾昂頓 (阿肯色州)
艾昂頓（英語：Ironton）是位於美國阿肯色州普拉斯基縣的一個非建制地區。該地的面積和人口皆未知。

## 地理
艾昂頓的座標為34°37′04″N 92°16′44″W / 34.61778°N 92.27889°W，而該地的平均海拔高度為100米（即328英尺）。